# Dylan Meyer
Dylan Meyer, nacida el 4 de diciembre de 1987, es una guionista y productora de cine de origen estadounidense. Ha trabajado como guionista en películas como XOXO (2016) y Moxie (2021).

## Primeros años de vida
Es hija del guionista y director Nicholas Meyer y creció en Los Ángeles . 
En su faceta como actriz, Dylan Meyer participó en los cortometrajes Death and Return of Superman (2011), Wrestling Isn't Wrestling (2015) y Jem Reacts to the New Jem and the Holograms Trailer (2015). Además, fue guionista de varios episodios de la serie de ciencia ficción Miss 2059, así como del cortometraje Loose Ends.
Dylan Meyer coescribió y se desempeñó como productora ejecutiva de la película XOXO (2016) de Netflix, protagonizada por Sarah Hyland. En 2019, escribió, dirigió y coprodujo su propio cortometraje titulado Rock Bottom, el cual fue galardonado como Mejor Cortometraje en el Festival de Cine de Chattanooga de ese mismo año.
En 2021, Meyer colaboró con Tamara Chestna en la adaptación de la novela de Jennifer Mathieu al guion de la película Moxie, protagonizada por Amy Poehler y estrenada en Netflix.
En 2024, Dylan Meyer cofundó la productora Nevermind Pictures junto a la productora Maggie McLean y la actriz Kristen Stewart. La compañía firmó un acuerdo de primera opción con Fremantle. A través de Nevermind, Meyer participa como productora en la película biográfica The Chronology of Water, basada en la vida de Lidia Yuknavitch.
En febrero de 2025, comenzó el rodaje del primer largometraje dirigido por Dylan Meyer, The Wrong Girls, basado en un guion coescrito por ella. La película cuenta con un elenco destacado que incluye a Kristen Stewart, Seth Rogen y LaKeith Stanfield, entre otros. Además de dirigir, Meyer también funge como productora del proyecto, el cual fue calificado por la revista Rolling Stone como su “proyecto apasionante”. En 2023, Kristen Stewart describió la película como una “comedia de chicas fumadas”.

## Vida personal
Dylan Meyer y la actriz Kristen Stewart se conocieron en un set de filmación en 2013, aunque no fue hasta el verano de 2019 que comenzaron a ser vinculadas sentimentalmente por los medios. En octubre de ese mismo año, ambas confirmaron su relación a través de redes sociales. El 2 de noviembre de 2021, Stewart anunció en el programa de radio de Howard Stern que estaban comprometidas. Finalmente, el 21 de abril de 2025, se informó que la pareja contrajo matrimonio.